# Isla Wellington
Isla Wellington är en ö i Chile.   Den ligger i regionen Región de Magallanes y de la Antártica Chilena, i den södra delen av landet, 1 800 km söder om huvudstaden Santiago de Chile.
Trakten runt Isla Wellington består i huvudsak av gräsmarker. Trakten runt Isla Wellington är nära nog obefolkad, med mindre än två invånare per kvadratkilometer.